# Kees van der Tuijn
Cornelis „Kees” van der Tuijn (ur. 24 lipca 1924 w Schiedamie, zm. 23 sierpnia 1974 tamże) – piłkarz holenderski grający na pozycji napastnika. W swojej karierze rozegrał 11 meczów i strzelił 2 gole w reprezentacji Holandii.

## Kariera klubowa
W swojej karierze piłkarskiej van der Tuijn grał w klubie Hermes Schiedam.

## Kariera reprezentacyjna
W reprezentacji Holandii van der Tuijn zadebiutował 26 maja 1948 roku w wygranym 2:1 towarzyskim meczu z Norwegią, rozegranym w Oslo. W 1948 roku był w kadrze Holandii na igrzyska olimpijskie w Londynie, a w 1952 roku został powołany do kadry na igrzyska olimpijskie w Helsinkach. Od 1948 do 1952 roku rozegrał w kadrze narodowej 11 meczów i zdobył 2 bramki.